# Rimyongsu SC
El Rimyongsu SC (Chosŏn'gŭl: 리명수체육단; Hanja: 鯉明水體育團) es un equipo de fútbol de Corea del Norte que juega en la Liga de fútbol de Corea del Norte, la liga de fútbol más importante del país.

## Historia
Fue fundado en el año 1956 en la ciudad de Sariwon y no se distingue por ser un equipo protagonista en el torneo local, ya que solo cuentan con un título de liga y un campeonato de la república. Son más conocidos por el aporte de jugadores a las selecciones nacionales, principalmente a seleccions sub-17 y sub-20.
También son el primer equipo de Corea del Norte en jugar en la Copa Presidente de la AFC, en la cual fue en la edición del 2014, llegando hasta la final.

## Palmarés
- Liga de fútbol de Corea del Norte: 1

2013/14
- Copa de Corea del Norte: 1

2004
- Copa Hwaebul: 1

2022

## Participación en competiciones de la AFC
| Temporada | Torneo              | Ronda         | Club             | Resultado |
| --------- | ------------------- | ------------- | ---------------- | --------- |
| 2014      | AFC President's Cup | Grupo B       | Ceres FC         | 2-2       |
| 2014      | AFC President's Cup | Grupo B       | HTTU Aşgabat     | 1-1       |
| 2014      | AFC President's Cup | Grupo B       | Tatung FC        | 5-0       |
| 2014      | AFC President's Cup | Segunda ronda | Sheikh Russel KC | 4-0       |
| 2014      | AFC President's Cup | Segunda ronda | Erchim           | 5-0       |
| 2014      | AFC President's Cup | Final         | HTTU Aşgabat     | 1-2       |

## Jugadores

### Jugadores destacados
| - An Chol-Hyok - Jong Chol-Min - Jong Il-Gwan - Kim Kyong-Il - Pak Chol-Min | - Pak Song-Chol - Yun Myong-Song |